# John Williams (Rennfahrer)
John Williams (* 27. Mai 1946 in England; † 12. August 1978 in Belfast, Nordirland) war ein britischer Motorradrennfahrer.

## Karriere
Ende der 1960er-Jahre begann Williams mit dem Rennsport, zunächst in den kleineren Hubraumklassen auf Ducati. Williams galt bald als ein großes Talent im Straßenrennen. Darüber hinaus nahm er an Wettbewerben der Motorrad-Weltmeisterschaft teil. Wie gut er seine Maschine beherrschte, konnte er mit einem Sieg 1976 beim Großen Preis von Belgien über den meist überlegen fahrenden Weltmeister Barry Sheene zeigen.
Im selben Jahr stellte er bei der TT in der Senior-Klasse einen neuen Rundenrekord mit 181 km/h auf. Williams lag in Führung und hätte das Rennen gewonnen, wenn ihm nicht auf der Zielgeraden der Treibstoff ausgegangen wäre. Ohne Benzin schob er das Motorrad über die Ziellinie und brach entkräftet zusammen. Dieser Einsatz bescherte ihm den siebten Platz und ein breites Medienecho. In Erinnerung an dieses Spektakel wird ihm zu Ehren jährlich der John Williams Preis für die schnellste Runde in der Superbikeklasse vergeben.
Williams blieb in seiner Rennkarriere immer ein Privatfahrer. Das heißt, er trat nie im Team einer Marke an, sondern mit der finanziellen Unterstützung eines Sponsors. Während des Ulster-Grand-Prix verunglückte er im August 1978 schwer. In einem Krankenhaus erlag er einige Tage später seinen Verletzungen.

## Siegestatistik
| Jahr | Klasse           | Maschine | Rennen         |
| ---- | ---------------- | -------- | -------------- |
| 1971 | Production 500   | Honda    | Isle of Man    |
| 1972 | Production 250er | Honda    | Isle of Man    |
| 1973 | 250er            | Yamaha   | Ulster GP      |
| 1973 | 350er            | Yamaha   | Ulster GP      |
| 1973 | 500er            | Yamaha   | Ulster GP      |
| 1974 | 350er            | Yamaha   | North West 200 |
| 1974 | 500er            | Yamaha   | North West 200 |
| 1974 | 750er            | Yamaha   | North West 200 |
| 1975 | Classic          | Yamaha   | Isle of Man    |
| 1976 | Classic          | Suzuki   | Isle of Man    |
| 1976 | Motorrad-WM      | Suzuki   | GP von Belgien |
| 1977 | 500er            | Suzuki   | Ulster GP      |
| 1977 | 1000er           | Yamaha   | Ulster GP      |
| 1977 | 500er            | Suzuki   | North West 200 |
| 1977 | Superbike        | Yamaha   | North West 200 |
| 1978 | 500er            | Suzuki   | Ulster GP      |